# 2011-es magyar műkorcsolya- és jégtáncbajnokság
2011. január 8. és 9. között rendezték a budapesti Gyakorló Jégcsarnokban a magyar műkorcsolya- és jégtáncbajnokságot, ahol a senior és a junior korcsoportok mellett először rendeztek az „advanced novice” korcsoportban is bajnokságot. A páros verseny nevezés hiányában elmaradt, azonban az ob extra meglepetése a versenyen kívül induló – Gurgen Vardanjan tanítványa – David Richardson volt.

## A versenyszámok időrendje
Az OB eseményei helyi idő szerint:
| - január 8., szombat (rövid program) - 11:00-11:47 advanced novice (fiúk, lányok) - 11:47-12:14 junior nők - 12:29-12:34 senior férfi (versenyek kívül) - 12:34-13:24 senior (férfiak, nők) - 14:00-14:16 jégtánc junior - 14:16-14:37 jégtánc senior | - január 9., vasárnap (kűr) - 11:00-11:52 advanced novice (fiúk, lányok) - 11:52-12:28 junior nők - 12:43-12:51 senior férfi (versenyen kívül) - 12:51-13:57 senior (férfiak, nők) - 14:12-14:29 jégtánc junior - 14:29-14:54 jégtánc senior |

## Versenyszámok

### Fiúk

#### Advanced novice
| #  | Név         | Sportegyesület | Össz- pontszám | RP      | RP    | SZP     | SZP   |
| #  | Név         | Sportegyesület | Össz- pontszám | Rangsor | Pont  | Rangsor | Pont  |
| -- | ----------- | -------------- | -------------- | ------- | ----- | ------- | ----- |
| 1. | Böröcz Máté | Vasas SC       | 63.89          | 1       | 23.91 | 1       | 39.98 |

### Férfiak

#### Senior
| #  | Név              | Sportegyesület  | Össz- pontszám | RP      | RP    | SZP     | SZP    |
| #  | Név              | Sportegyesület  | Össz- pontszám | Rangsor | Pont  | Rangsor | Pont   |
| -- | ---------------- | --------------- | -------------- | ------- | ----- | ------- | ------ |
| 1. | Vardanjan Tigran | AST Testkultúra | 153.90         | 1       | 45.82 | 1       | 108.08 |
| 2. | Forgó Kristóf    | Magyar AC       | 132.24         | 2       | 43.56 | 2       | 88.68  |
| 3. | Markó Márton     | Vasas SC        | 126.56         | 3       | 40.99 | 3       | 85.57  |

#### Senior (versenyen kívül)
| #  | Név              | Össz- pontszám | RP      | RP    | SZP     | SZP   |
| #  | Név              | Össz- pontszám | Rangsor | Pont  | Rangsor | Pont  |
| -- | ---------------- | -------------- | ------- | ----- | ------- | ----- |
| 1. | David Richardson | 136.24         | 1       | 48.95 | 1       | 87.29 |

### Lányok

#### Advanced novice
| #  | Név             | Sportegyesület         | Össz- pontszám | RP      | RP    | SZP     | SZP   |
| #  | Név             | Sportegyesület         | Össz- pontszám | Rangsor | Pont  | Rangsor | Pont  |
| -- | --------------- | ---------------------- | -------------- | ------- | ----- | ------- | ----- |
| 1. | Tóth Ivett      | Magyar AC              | 94.14          | 1       | 34.27 | 1       | 59.87 |
| 2. | Rozgonyi Kloé   | BKE                    | 77.49          | 2       | 31.38 | 2       | 46.11 |
| 3. | Kántor Georgina | Vasas SC               | 70.51          | 3       | 30.20 | 4       | 40.31 |
| 4. | Hammes Laura    | Budapesti Spartacus SC | 67.27          | 4       | 26.38 | 3       | 40.89 |
| 5. | Bátori Júlia    | Miskolci Jégvirág KK   | 57.54          | 5       | 22.57 | 6       | 34.97 |
| 6. | Havasi Dorka    | Miskolci Jégvirág KK   | 55.44          | 6       | 18.88 | 5       | 36.56 |

### Nők

#### Junior
| #  | Név               | Sportegyesület       | Össz- pontszám | RP      | RP    | SZP     | SZP   |
| #  | Név               | Sportegyesület       | Össz- pontszám | Rangsor | Pont  | Rangsor | Pont  |
| -- | ----------------- | -------------------- | -------------- | ------- | ----- | ------- | ----- |
| 1. | Borbély Regina    | Jéghegy KK           | 101.64         | 1       | 39.42 | 2       | 62.22 |
| 2. | Viktoria Chiappa  | Budapesti Sztárok SE | 97.66          | 2       | 32.78 | 1       | 64.88 |
| 3. | Kovács Vanda      | Vasas SC             | 82.40          | 3       | 29.00 | 3       | 53.40 |
| 4. | Szakács Bernadett | Jéghegy KK           | 79.06          | 4       | 26.88 | 4       | 52.18 |

#### Senior
| #  | Név                  | Sportegyesület         | Össz- pontszám | RP      | RP    | SZP     | SZP   |
| #  | Név                  | Sportegyesület         | Össz- pontszám | Rangsor | Pont  | Rangsor | Pont  |
| -- | -------------------- | ---------------------- | -------------- | ------- | ----- | ------- | ----- |
| 1. | Pavuk Viktória       | MTK SC                 | 119.14         | 1       | 43.42 | 1       | 75.72 |
| 2. | Chelsea Rose Chiappa | Miskolci Jégvirág KK   | 99.97          | 3       | 29.54 | 2       | 70.43 |
| 3. | Pádár Bianka         | Budapesti Spartacus SC | 94.62          | 2       | 33.90 | 3       | 60.72 |
| 4. | Szolga Annamária     | Jégcsillag SE          | 78.24          | 4       | 24.80 | 4       | 53.44 |

### Jégtánc

#### Junior
| #  | Név                            | Sportegyesület | Össz- pontszám | RP      | RP    | SZP     | SZP   |
| #  | Név                            | Sportegyesület | Össz- pontszám | Rangsor | Pont  | Rangsor | Pont  |
| -- | ------------------------------ | -------------- | -------------- | ------- | ----- | ------- | ----- |
| 1. | Dér Mária / Mayer Dániel       | SPO            | 90.11          | 1       | 36.39 | 1       | 53.72 |
| 2. | Király Liliána / Nagy Szabolcs | SPO            | 41.94          | 2       | 13.15 | 2       | 28.79 |

#### Senior
| #  | Név                           | Sportegyesület         | Össz- pontszám | RP      | RP    | SZP     | SZP   |
| #  | Név                           | Sportegyesület         | Össz- pontszám | Rangsor | Pont  | Rangsor | Pont  |
| -- | ----------------------------- | ---------------------- | -------------- | ------- | ----- | ------- | ----- |
| 1. | Hoffmann Nóra / Maxim Zavozin | Piruett SE             | 150.66         | 1       | 60.43 | 1       | 90.23 |
| 2. | Nagy Zsuzsanna / Fejes Máté   | Budapesti Spartacus SC | 124.62         | 2       | 53.40 | 3       | 71.22 |
| 3. | Túróczi Dóra / Major Balázs   | SPO                    | 119.79         | 3       | 46.19 | 2       | 73.60 |